# پساره (شهرستان بنجن)
پساره (به لهستانی:  Psary) یک روستا در لهستان است که در گمینا پساره واقع شده‌است. پساره ۲٬۸۰۰ نفر جمعیت دارد.